# エドワード・クック (陸上選手)
エドワード・クック（Edward Tiffin Cook, Jr、1889年11月27日 - 1972年10月18日）は、アメリカ合衆国の男子陸上競技選手である。彼は1908年ロンドンオリンピックに参加して、棒高跳で同じくアメリカ代表のアルフレッド・ギルバートと同成績で金メダルを獲得した。

## 経歴
エドワード・クックは、1908年と1909年にIC4A （en:IC4A）の走幅跳競技で優勝し、AAU主催の棒高跳競技では1907年に優勝し、1911年には同点で1位となっている。
ロンドンオリンピックで彼は、走幅跳と棒高跳の2種目に出場した。棒高跳では予選を1位で通過して決勝に臨み、ギルバートと同じ記録で金メダルとなった。走幅跳では、6.97mの記録で4位に入っている。
クックはコーネル大学を1910年に卒業した。最終学年に在学中に、同大学のスフィンクス・ヘッド協会（en:Sphinx Head）の会員に選出されている。
彼は農業に従事する傍ら、故郷のチリコシーでファースト・ナショナル銀行の重役となり、同地で1972年に死去した。